# Ebner & Spiegel
Ebner & Spiegel GmbH war einer der größten Buchdruckbetriebe Deutschlands mit Sitz in Ulm. Die Buchdruckbetriebe sind jedoch nicht mit dem Ebner Verlag GmbH & Co KG zu verwechseln, mit dem nur eine historische, aber keine aktuelle Verbindung bestand.

## Geschichte
Die J. Ebner’sche Buchhandlung und Buchdruckerei wurde 1817 gegründet. 1859 gründete der Verlag Ebner das „Ulmer Tagblatt“ (die heutige Südwest Presse). Wenige Jahre nach Ende des Zweiten Weltkriegs begann das Unternehmen mit der Produktion preiswerter Taschenbücher. Ab 1978 siedelte das Unternehmen in einen Neubau nach Ulm-Böfingen. 1982 wurde die Zeitungsherstellung ausgegliedert in das heutige Druckhaus Ulm-Oberschwaben, im Industriegebiet Donautal. Das Druckhaus wurde von der Schwäbischen Zeitung und der Südwest Presse gemeinsam betrieben. 2001 übernahm die Groupe-CPI J. Ebner vollständig von der Ebner Pressegesellschaft.
Die Franz Spiegel Buch GmbH wurde 1930 von Franz Xaver Spiegel als kleine Buchbinderei in Ulm gegründet. 1968 zog das zwischenzeitlich stark gewachsene Unternehmen in ein eigenes Betriebsgebäude nach Ulm-Jungingen. 1977 stiegen die Mairs Graphische Betriebe und die Verlagsgruppe Georg von Holtzbrinck zu je 30 % in das Unternehmen ein. Im Jahr 2000 erwarb die CPI 40 % der Anteile, 2001 die verbliebenen 60 % von Holtzbrinck.

### Ebner & Spiegel
Das Unternehmen entstand 2002 aus der Fusion der Teilunternehmen J. Ebner Graphische Betriebe GmbH & Co. KG mit der Franz Spiegel Buch GmbH. Nach dem Zusammenschluss investierte CPI 13 Millionen Euro in die Modernisierung des Rotationsdrucks und der Binderei. Seit 2003 besteht mit Clausen & Bosse die gemeinsame Vertriebsorganisation CPI BOOKS.
Es gehört gemeinsam mit der Großdruckerei Clausen & Bosse in Leck (Nordfriesland) und der Druckerei Moravia Books im tschechischen Pohořelice zur französischen „Groupe CPI“ (Chevrillon Philippe Industrie, Konzernumsatz über 350 Millionen Euro), die ihren Sitz in Paris hat. Ebner & Spiegel stellt pro Arbeitstag bis zu 450.000 Taschenbücher sowie 170.000 Hardcoverbücher her.

### Harry Potter
Ebner & Spiegel druckte die deutschen Ausgaben der Buchreihe Harry Potter. Insbesondere der letzte Teil der Reihe, „Harry Potter und die Heiligtümer des Todes“, wurde 2007 unter großen Geheimhaltungsvorkehrungen gedruckt, um zu verhindern, dass durch Mitarbeiter die Texte vor dem Erscheinen an die Öffentlichkeit gelangten.

### Salafistischer Korandruckauftrag
Im Herbst 2011 erhielt Ebner & Spiegel von dem Kölner Verein „Die wahre Religion“ des vom Verfassungsschutz beobachteten salafistischen Predigers Ibrahim Abou Nagie den Auftrag, 50.000 Exemplare einer Koran-Übersetzung zu drucken. In einer Vorabanfrage beim Verfassungsschutz durch die Druckerei äußerten die Sicherheitsbehörden keine Bedenken gegen den Druck. Die anschließende öffentliche Koranverteilungsaktion stieß jedoch auf massive Kritik aus der Politik, da die Salafisten einen mit demokratischen und freiheitlichen Werten unvereinbaren islamischen Gottesstaat anstreben. Die von Ebner & Spiegel gedruckte Koranversion dient missionarischen Zwecken. Obgleich die Kritik das Unternehmen im April dazu bewegt hatte, den Druckauftrag nicht zu erfüllen, produzierte sie im Juni erneut zehntausende Exemplare, wieder im Auftrag von Ibrahim Abou Nagie. Die Wiederaufnahme des Drucks geschah nach Unternehmensangaben auf Veranlassung des Geschäftsführers von Ebner & Spiegel ohne Wissen der Leitung der CPI-Gruppe; die bereits gedruckten Exemplare sollen nicht ausgeliefert und die Auftragstätigkeit für den Salafistenprediger endgültig beendet werden.

### Insolvenz und Betriebseinstellung
Im April 2025 beantragten CPI Ebner & Spiegel und das Tochterunternehmen CPI Ulmer Buch Service die Eröffnung eines Insolvenzverfahrens. Das Mutterunternehmen CPI Books ist davon nicht betroffen. Das Mutterunternehmen erklärte, dass die Fortführung des Betriebs aufgrund von „sinkenden Produktionsvolumen am Standort Ulm in Verbindung mit steigenden Stückkosten“ nicht mehr tragbar sei. Zum 30. Juni kündigte CPI Books, das als Vertriebsgesellschaft fungiert, den Vertrag zur Lohnfertigung bei Ebner & Spiegel, womit die Druckerei ihren einzigen Kunden verlor. Da weder ein Käufer gefunden werden konnte, noch sich die angekündigte Umwandlung des Standorts in einen digitalen Druckbetrieb realisieren ließ, wurde der Betrieb mit zuletzt noch über 200 Mitarbeitern 2025 eingestellt. Im Rahmen eines Sozialplans konnten 134 Mitarbeiter in eine Transfergesellschaft wechseln.